# SWEET三国志
『SWEET三国志』（スイートさんごくし）は、1992年から1996年にかけて講談社『ヤングマガジン海賊版』（1995年まで）、『ヤングマガジン増刊赤BUTA』（1995年 - 1996年）に連載された、片山まさゆきの漫画。ヤンマガKCスペシャルとして全5巻で発売され、2004年にメディアファクトリーより文庫版（全3巻）、2009年4月より廉価版の復刻などそれぞれ発売された。

## 概要
本作は小説『三国志演義』を題材にしたギャグ漫画である。黄巾の乱から孔明の死までの流れを描いた全44話であり、初期は比較的丁寧に原作に沿っているが、赤壁の戦い以後はペースが早くなっている。細部はギャグ尽くしだがストーリー自体は原作に忠実であり、人物のデフォルメ、ギャグ化も一般的なイメージの延長線上(部下達が優秀なだけで本人はお人好しか取り柄がない劉備、ナルシストで人材コレクターの曹操など)で行われている。
各回のタイトルは英語のカタカナ表現になっている（第1話「ピーチ ガーデン バウ（桃園の誓い）」、第44話「デッド コウメイ メイクス リビング チュウタツ ラン（死せる孔明、生ける仲達を走らす）」など）。
なお、現代の用語や時事ネタが飛び交うためか、復刻版では「本作品はフィクションであり、実在の人物・団体等とは一切、関係ありません」と注記されている。

## 登場人物
各登場人物の詳細については各リンク先を参照。ここでは、ギャグ表現である部分や、正史や演義とは異なる部分のみに絞って紹介する。

### 蜀
玄徳
主人公。幼馴染（後に妻）の蓉ちゃんに「天下のとれる男が好み」と言われ、天下取りを決意する。小心で優柔不断。蜀の皇帝に即位したという描写は抜けている。動物の「リス」に例えられ孔明からは「いいやつだけど軍事的センスゼロ」と評されるほどの戦下手。最期に結局なにもせずにその生涯を閉じた、とナレーションされる。
蓉ちゃん
玄徳の正室。玄徳が逢引きしていた間、村が黄巾賊に襲われる。「天下を望む男」が好みで、安喜県にまで押し掛ける。名前は吉川版やそれを元に描かれた横山光輝の『三国志』に登場する芙蓉姫から。
関羽
髭が長いのは原作通りだが髪型はリーゼントで不良風。最初は玄徳のことをバカにしていたが、玄徳が漢帝室の流れを汲むと知って義兄弟の契りを結ぶ。その後も玄徳に対して尊敬や忠誠の感情は無いが、何となく気に入ってずっと手助けしている。住友金属製の形状記憶合金でできた青龍刀を得物とする作品中1・2を争う豪傑であり、張飛と違って学もある。死後も幽霊として、しばしば登場する。
張飛
パンツ一丁のマッチョマンでサングラスをかけている。全漢ボディビルコンテストに毎年出場しているが、呂布のために毎年準優勝に甘んじている。関羽が命令に背かないように誓いを立てた際には連帯保証人にされる。
趙雲
道で寝ていたところをスカウトされた、道ばた出身地の人物。ルックスは三枚目ながらも徐庶の知能テストで一番をとって八門禁鎖の陣を破る任務を与えられるなど、いちおう知勇兼ね備えた名将として描写されている。長坂坡では、阿斗を夫人である蓉ちゃんごと助け出し劉備からは「余計なことしなくていいのに」と愚痴を言われる。終盤は孔明に既に死去していると勘違いされた。
孔明
初登場時は神秘的な二枚目で曹操に「負け戦ですね」と忠告をする。後に玄徳の三顧の礼を受け、面会の際に張飛の悪戯により、顔に化粧・鼻にはピーヒョロ笛を突っ込んだ顔で対面する。以後、それが気に入って常態となって性格まで変わり、玄徳の死に際もふざけてみせた。一応は際立った軍略の才を発揮するが、全体的にインチキ臭い雰囲気も漂わせており、気象天使を召喚して天候を予言したと思えば、天文を読む代わりに新聞の記事を参照したりする。玄徳に対し仕えた理由を「お人好し王国を作ってみたかったっス」としている。
龐統
ツンツンとしていて、笑顔一つせず、態度が悪い。死亡の際はボニーとクライドのように撃たれる。あんまり印象がないな、と孔明に言われる。
馬謖
孔明の一番弟子。洛陽で「月刊むほん」（特集は「トレンドとしてのむほん」、表紙は司馬懿）を売り出し、司馬懿の左遷に成功する。街亭の戦いの時には別人のように顔が変化している。
馬超
潼関の戦いで曹操をあと一歩のところまで追い詰めるも、写真判定で曹操に槍が刺さっておらず、玄徳らから落胆される。その後、夷陵の戦いに参加し、黒こげになっているが、何事も無かったかのように、名前が挙がっている。

### 魏
曹操
右目の下に小さく星印が書かれている。黄巾の乱鎮圧時に、張角の首を討ち取ることで鮮烈デビュー。徐州攻めの際にはすでに100万の軍勢を率いるようになっている。行軍中に喉の渇きを訴える兵に対し「戦地に着けばチーママがもてなしてくれるぞ」と兵士達に生唾を呑み込ませて喉を潤わせた。赤壁で敗北後、大注文建築・ミサワホームの「道楽」を建てる。最後には皇帝に即位している。
荀彧
軍師筆頭格。宮廷において文官風の黒衣で近侍している。いつの間にか司馬懿に取って替わられたらしい。
荀攸
軍師。荀彧と同じく文官風だが、官渡の戦いでは自ら陣に赴いた。極端な童顔で小柄。
夏侯惇
曹操挙兵時からの配下。関羽千里行を阻止しようとしたときに関羽の矢を左目に受けて隻眼になる。
典韋
曹操を逃がす際に、倒れてきた柱を支えて助ける。曹操がふざけてワキの下をくすぐったせいで下敷きになって死ぬ。
徐晃
「徐行」の交通標識を武器とする猛者。語尾に「～なんだな」を付けて話す。
李典
チキンと罵倒されるほどの臆病者だが、そのぶん鋭くもあり、博望坡の戦いではほぼ敵の作戦を見抜いていた。
張遼
赤壁の戦いの時に以前に関羽から貰った「戦場で50%手加減券」を使って見逃してもらう。軍団ではもっともストイックな雰囲気だが、曹操にキャンデーの交換をねだったことがある。
賈詡
Lのマークのついた野球帽をかぶり、かつての西武ライオンズの郭泰源投手に良く似た風貌をもつ。もともと張繡の軍師として曹操を大敗させたこともある。その後張繡が降伏した経緯は省かれて、いつの間にか魏の軍師となっている。
司馬懿
首に巻いたネックレス（ゴールドのチェーン）の評判は悪いが、孔明も認める智力の持ち主。馬謖の策によりリストラされた間も一日として計略ドリルを欠かさなかった。孔明からスキャンティを贈られたときは、嬉々として身に着けて蜀軍に見せびらかせていた。

### 呉
呉の人物は基本的に関西弁で話している。
孫堅
初代君主（実際は建国までは至っていない）。髭が濃くひげ剃りを手放さない。荊州攻めの際に大型家電をぶつけられてその生涯を閉じた。
孫策
二代目君主。孫堅の子。暗殺未遂で命をとりとめた後、旅の仙人于吉を民心を惑わす者として処刑、直後に狂死する。
孫権
三代目君主。孫策の弟。赤壁の戦いの前に曹操に降伏して2階が雀荘の中華料理店を経営しようと考えていた。捕らえた関羽にメガネ呼ばわりされ逆上する。孔明の死後に、既に死んでいることになっている。
周瑜
大都督。二枚目として描かれている。帽子の下に軍の機密事項（ハゲ）を隠している。
張昭
軍師。呉で一番勉強ができることを自慢する。終盤は棺桶に片脚を突っ込んだ姿で登場した。
魯粛
大都督。頭と下半身が魚の半魚人。演義同様、お人よしとして描かれている。周瑜の死後、物語から姿を消し、夷陵の戦いのときに孫権から「いつのまに死んどったんや」と嘆かれる。
呂蒙
大都督。関羽を討ち取った後に亡霊となった関羽に取り憑かれ孫権に暴言を吐いた後に死亡。
陸遜
呂蒙の遺言「3年前にいた巨人の外人ピッチャーは？ガ○○○○」により、夷陵の戦いの前に大都督に抜擢される。なぜか1971年生まれ（今は3世紀と違うんかい、というこれも考証無視のツッコミはかわして連載当時年齢23歳）。傲岸不遜な若者だが、一方で甘寧ら先輩諸将の自尊心もうまく立てて名指揮官ぶりを示す。
甘寧
大都督に自分を飛び越して若輩の陸遜が就いたため荒れるが、その後は何となく心服。夷陵の戦い(史実では病気をして不参加)で、劉備をチョークスリーパーで苦しめる。

### 後漢
張角
黄巾賊の首領。妖術によるスカートめくりを得意とする。史実と異なりその最期は病死ではなく、劉備率いる義勇軍に敗北した後、曹操によって討ち取られている。
何進
肉屋出身というエピソードから、日本ハムファイターズのユニフォームを着ている。連載時の監督土橋正幸がモデル。
董卓
エアロビクスの最中に曹操に暗殺されかける。肥満体で常日頃からダイエットを行っているが、なかなか成功しない。呂布により三つに角切りにされサイコロステーキにされた。
袁紹
猿顔で「ウキャ」といった猿っぽい発言を頻繁にする。喫茶店で注文を決められずウェイトレスにプレッシャーをかけられるほど優柔不断。袁紹猿軍団を率いる。
田豊
喫茶店でプレッシャーをかけた事により別勘定にされ袁紹とは不和になる。
袁術
袁紹との関係（史実では従兄弟とも異母兄弟とも）は明記されておらず、それほど猿に似た描かれ方はしていないが、のち貂蝉に「チビ猿」呼ばわりされていることもある。ややお人よしな袁紹に比べ傲岸だが気は小さい。皇帝になったときは、袁術タワー、袁術ドーム、袁術御殿を建て、威光を見せ付ける。曹操に攻められた時は、劉備相手に血路を開きピンチを脱している。家来に「エビアン汲んできて」を最後に息を引き取る。
呂布
頭にボルトの刺さっているフランケンシュタインの怪物のイメージ。張飛同様、パンツだけのマッチョで全漢ボディビル5年連続チャンピオン。彼の筋肉に刃は通用せず素手で戦う猛者であるが、貂蝉のことを思うと筋肉がゆるむ。軍師の陳宮に、頭のボルトを抜かれると体の空気が抜けてしぼむという弱点を見抜かれて捕らえられた。作者曰く「目の下にトーンを貼るのがめんどくさいキャラ」。
陳宮
呂布の軍師だが、愛想を尽かして裏切り曹操に降伏する。これは史実(最後まで降伏に反対し、降伏後に処刑)とは逆である。
貂蝉
王允の養女。15年以上も起ったことがなかった王允を前かがみにさせるほどの色気を持つ。董卓死亡後は徐州に避難し、太守になったばかりの玄徳にナンパされる。一時期、呂布とよりを戻すが、呂布死亡後は玄徳の側室として行動を共にし、幼児体型の蓉ちゃんを馬鹿にしたりする。その後、関羽死亡直後まで登場している。
華佗
呉最高の名医。髪の半分が白髪で顔にツギがある人物として描写されている。蓉ちゃんが玄徳の子どもを出産した時にも立会い、玄徳のレントゲン写真から陣営に軍師が欠如していることを指摘した。その後、臥竜（孔明）・鳳雛（龐統）の推薦をし司馬徽の役割も果たしている。最後は曹操を手術しようとして後ろから斬られて死ぬ。
張繡
プロレスラーの長州力に良く似た風貌をもつ。
劉璋
張魯に援軍を頼む際に「本末転倒じゃん」と発言し部下から「よく知ってましたね、そんな言葉」とバカにされる。劉備、馬超に立て続けに裏切られて腑抜けになり、最後は無血開城する。
張松
兄弟ともども、河童の風貌。玄徳に高級ホテルでもてなされ蜀をとるように進言する。

### その他
赤兎馬
父シンボリルドルフ、母メジロラモーヌという血統（余談だが、この配合の馬はメジロリベーラとして実在した）。背中にスピードメーターと燃料計がついている。
伴
片山まさゆきの担当編集者。斬られ役やエキストラとして度々登場する。

## 備考
- 制作のきっかけは、片山が当時『三國志』（光栄）や『三国志 中原の覇者』（ナムコ）等の『三国志』を題材にしたゲーム作品にハマっていたことから。
- 本人曰く「麻雀漫画以外で単行本が2巻以上でたのはこれが初めてで中国大陸には足を向けて寝られない」。